# Fred Hall (guvernör)
Frederick Lee "Fred" Hall, född 24 juli 1916 i Dodge City, Kansas, död 18 mars 1970 i Shawnee, Kansas, var en amerikansk republikansk politiker. Han var den 33:e guvernören i delstaten Kansas 1955–1957.
Hall avlade juristexamen vid University of Southern California och arbetade mellan 1947 och 1949 som åklagare i Ford County, Kansas. Mellan 1951 och 1955 tjänstgjorde Hall som viceguvernör under guvernör Edward F. Arn. Han efterträdde sedan Arn som guvernör och avgick 1957 för att tillträda som chefsdomare i Kansas högsta domstol. Hall lämnade sin domarbefattning redan följande år för att kandidera till guvernör på nytt men misslyckades och beslöt att lämna politiken.